# Pseudonusa andhraensis
Pseudonusa andhraensis là một loài ruồi trong họ Asilidae. Pseudonusa andhraensis được Joseph & Parui miêu tả năm 1997. Loài này phân bố ở miền Ấn Độ - Mã Lai.